# Tethysaurus
Tethysaurus é um gênero extinto de mosassauróide que viveu na idade Turoniana, durante o período Cretáceo Superior. A única espécie é Tethysaurus nopcsai. Media cerca de 3 metros de comprimento e pesava cerca de 70kg.
Este gênero típifica a subfamília Tethysaurinae e teve seus restos achados na Formação Akrabou, no Marrocos.

## Descoberta

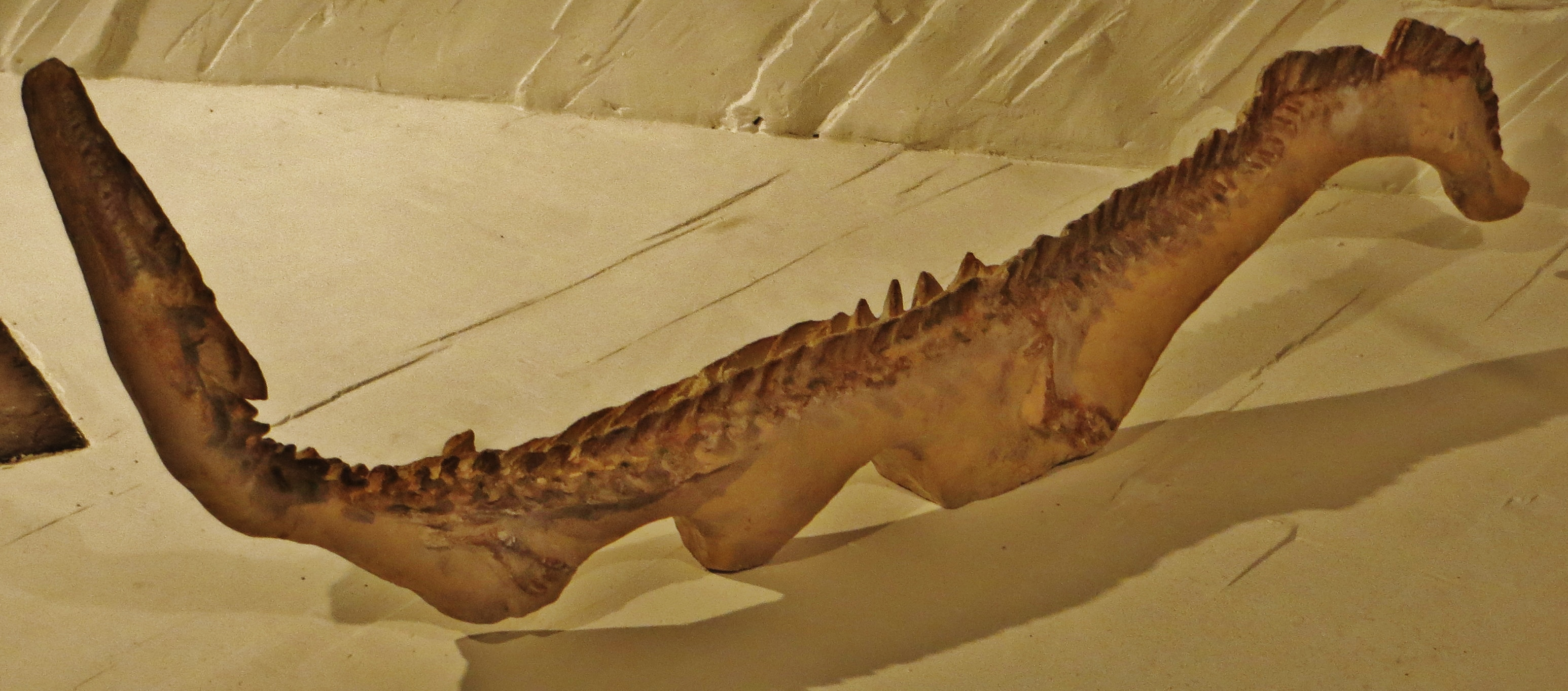
Fóssil

O nome significa "lagarto de Nopcsa de Tétis", uma referência à deusa grega do mar, Tétis (também o nome do Mar de Tétis, um antigo mar entre o sul da Europa e o norte da África) e ao paleontólogo húngaro Barão Ferenc Nopcsa, que fez estudos pioneiros sobre escamas aquáticas do Adriático. Foi encontrado na Formação Akrabou, perto das aldeias de Tadirhourst e Asfla na região de Goulmima, província de Errachidia, em Marrocos, com três exemplares referidos que incluíam crânio articulado quase completo, mandíbula, vértebras e porções do esqueleto apendicular. O diagnóstico após Bardet et al. é "(...) pré-frontal fortemente abobadado em vista anterior; parietal exibe mesa triangular terminando posteriormente em duas estacas pontiagudas sobrepostas ao supraoccipital; jugal com ramo ascendente grande e largo; assoalho medular do basioccipital perfurado por três forames; esplênico com um grande processo dorsomedial entalhado; surangular exposto medialmente ventral ao coronoide; fórmula dentária: 19-20 maxilares, 15-19 pterigóides e pelo menos 19 dentes dentários; grandes forames paracotilar e parazigosfenal nas vértebras."

## Descrição
Tethysaurus era um mosassauro de tamanho médio medindo 3 m de comprimento e pesando 70 kg, O Tethysaurus exibe uma série de características basais e derivadas que levaram a uma classificação inicial como um estágio intermediário entre os aigialossaurídeos primitivo do Cenomaniano e mosassaurídeos derivados do Turoniano ao Maastrichtiano. Análises mais recentes colocaram o Tethysaurus em um clado junto com o Russellosaurus e o Yaguarasaurus, chamado de parafamília Russellosaurina, como um clado Turoniano basal de Mosasauridae.

## Classificação

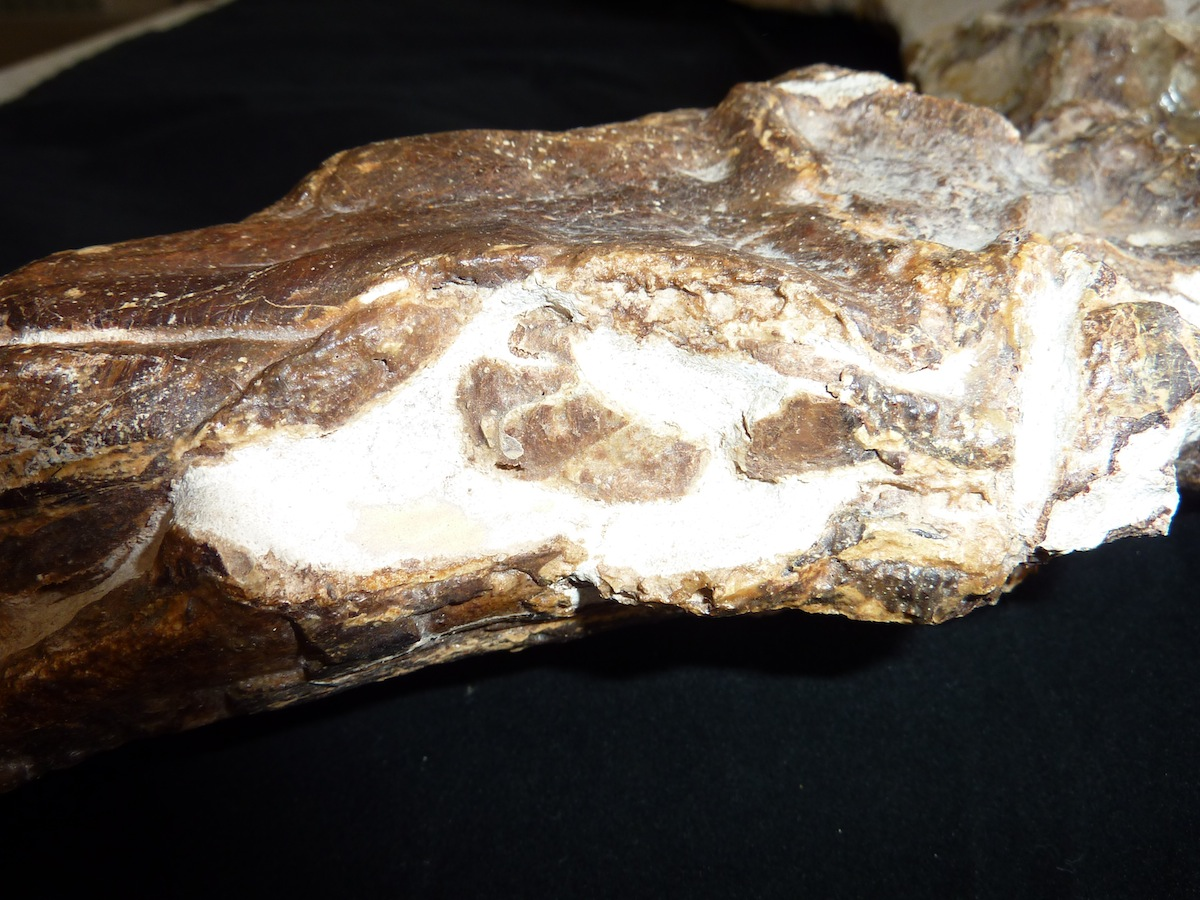
Anel ocular esclerótico de Tethysaurus

Cladograma baseado na análise de Makádi et al. em 2012, que propôs a subfamília Tethysaurinae dentro do clado Russellosaurina:

|  | Tethysaurus nopcsai                                                                 |
|  |                                                                                     |
|  | \| \| Yaguarasaurus columbianus \| \| \| \| \| \| Russellosaurus coheni \| \| \| \| |
|  |                                                                                     |
|  | Yaguarasaurus columbianus                                                           |
|  |                                                                                     |
|  | Russellosaurus coheni                                                               |
|  |                                                                                     |

|  | Yaguarasaurus columbianus |
|  |                           |
|  | Russellosaurus coheni     |
|  |                           |

|  | Tethysaurus nopcsai                                                                 |
|  |                                                                                     |
|  | \| \| Yaguarasaurus columbianus \| \| \| \| \| \| Russellosaurus coheni \| \| \| \| |
|  |                                                                                     |
|  | Yaguarasaurus columbianus                                                           |
|  |                                                                                     |
|  | Russellosaurus coheni                                                               |
|  |                                                                                     |

|  | Yaguarasaurus columbianus |
|  |                           |
|  | Russellosaurus coheni     |
|  |                           |